# Вулиця Симоненка (Черкаси)
Вулиця Симоне́нка — одна з вулиць в місті Черкасах.

## Розташування
Починається від бульвару Шевченка і тягнеться на південний захід 220 метрів до вулиці Гоголя. Знаходиться в історичному центрі міста.

## Опис
Вулиця неширока, з одностороннім рухом — від Гоголя до бульвару Шевченка.

## Походження назви
До 1984 року вулиця носила назву Театральна. Сучасну назву носить на честь українського поета та журналіста, шістдесятника Василя Симоненка.

## Галерея

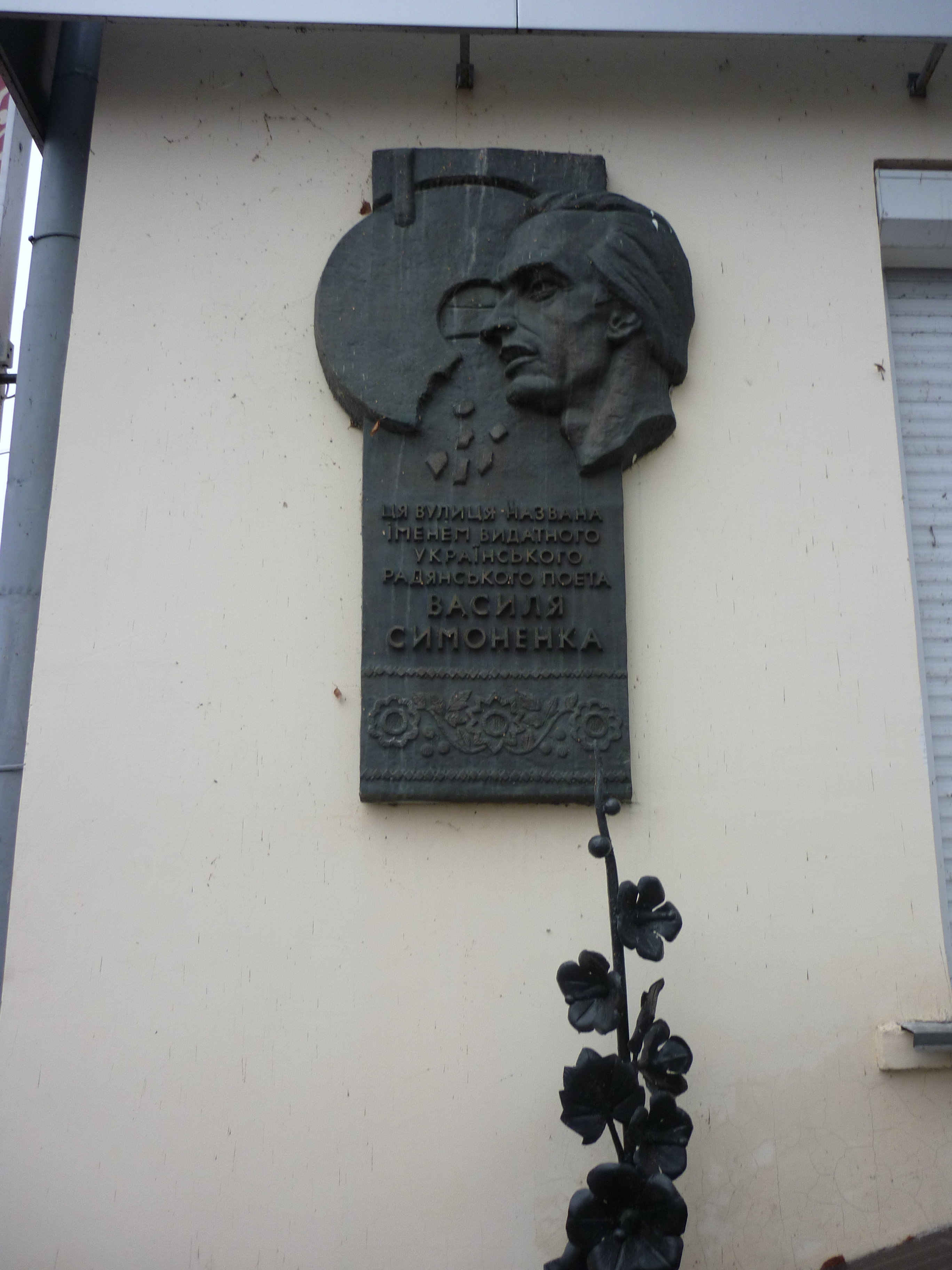
Меморіальна дошка Василю Симоненку на буд. №1
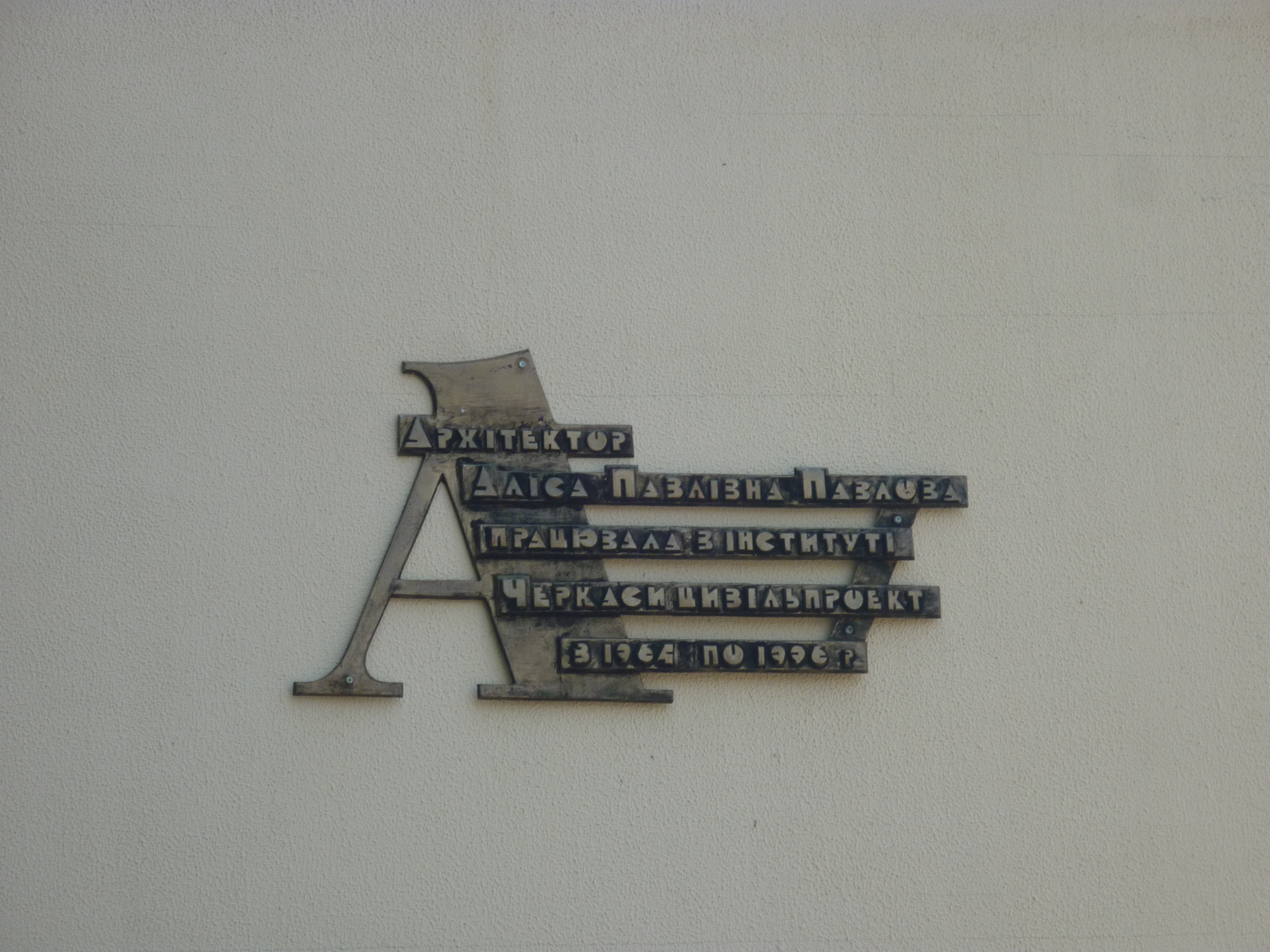
Меморіальна дошка черкаському архітекторові Алісі Павловій на буд. №5